# Katalogtjänst
En katalogtjänst är i datasammanhang ett slags uppslagsverk eller databas där information lagras centralt i en server och som sedan kan sökas och hämtas från datorer i närheten. Beteckningen används främst för information av datateknisk natur, såsom uppgifter om datorer, applikationer, användarnamn med mera.
Informationen lagras som objekt och för varje objekt finns sedan specifika uppgifter som IP-adresser, krypteringsnycklar, e-postadresser och lösenord. Dessa uppgifter kallas för attribut. 
Sökningar mot en katalogtjänst måste ske på ett standardiserat sätt, det vanligaste i dag är att man använder sig av LDAP-protokollet. Observera att LDAP standarden anger bara hur man söker, inte hur själva katalogen är organiserad eller den tekniska plattformen för katalogen.